# Peperomia pellucidopunctulata
Peperomia pellucidopunctulata är en pepparväxtart som beskrevs av C. Dc.. Peperomia pellucidopunctulata ingår i släktet peperomior, och familjen pepparväxter. Inga underarter finns listade i Catalogue of Life.